# Øystein Sunde i boks
Øystein Sunde i boks är ett samlingsalbum med Øystein Sunde, utgivet 1985 av skivbolaget Tomato Records som 3 x LP-boks och 3 x kassett-boks.

## Låtlista
Sida 1 (LP 1)
1. "Jaktprat" (från 1001 fnatt) – 2:27
2. "Sjømannen og vannsenga" (från Ikke bare tyll) – 2:18
3. "Hvis dine ører henger ned" (från Det året det var så bratt) – 2:38
4. "Fender-slåtten" (Trad., från Det året det var så bratt) – 3:15
5. "Super-SS-Rally-GT-Fastback-Hardtop-Sprint" (från 1001 fnatt) – 1:42
6. "Fire melk og Dagbla' for i går" (från 1001 fnatt) – 1:23
7. "400 meter hekk" (från 1001 fnatt) – 2:01
8. "Ferietips" (från singeln "Valdresmarsjen"/"Ferietips") – 2:33

Sida 2 (LP 1)
1. "Det året det var så bratt" (från Det året det var så bratt) – 2:14
2. "Regle om reklame" (från Det året det var så bratt) – 2:40
3. "Fanitullen" (Trad., från Som varmt hvetebrød i tørt gress, med Christiania Fusel & Blaagress) – 3:00
4. "Sigurd Jorsalfar" (Trad., från 1001 fnatt) – 2:19
5. "To igjen" (från Det året det var så bratt) – 1:59
6. "Rauma-banen" (från Som varmt hvetebrød i tørt gress, med Christiania Fusel & Blaagress) – 2:49
7. "Classical Gas" (Jerry Reed, från Klå) – 2:50

Sida 3 (LP 2)
1. "Valdresmarsjen" (Johannes Hanssen, från Klå) – 3:38
2. "Pub-til-pub-skoa" (från Hærtata hørt) – 2:28
3. "Det ække lett å værra kuul" (Shel Silverstein, från På sangens vinger) – 2:39
4. "Odals-reggae" (från Hærtata hørt) – 1:48
5. "Hei, Henry Ford" (Dick Feller, från På sangens vinger) – 2:32
6. "Samba til trøst" (från Hærtata hørt) – 2:28

Sida 4 (LP 2)
1. "Byens Hi-Fi asyl" (från Hærtata hørt) – 4:02
2. "Vippetangen konditori" (från På sangens vinger) – 2:38
3. "Forbikjøring" (från Hærtata hørt) – 1:49
4. "Plukke, plukke, plukke" (Jerry Reed, från På sangens vinger) – 2:03
5. "2003, en butikk-odyssé" (från Hærtata hørt) – 2:08
6. "Sjæddåvv-bandet" (från Hærtata hørt) – 3:11

Sida 5 (LP 3)
1. "Barkebille boogie" (från Barkebille boogie) – 2:43
2. "I Husbukkens tegn" (från I Husbukkens tegn) – 4:26
3. "Tyskleksa" (från Barkebille boogie) – 3:01
4. "Vi pusser opp på badet (sjarmør i pels nr. 2)" (från I Husbukkens tegn) – 3:00
5. "Svigerfars motorsag" (från Barkebille boogie) – 2:07
6. Påsketur" (från I Husbukkens tegn) – 3:02
7. "Dala dalalala la laaa" (Fredrick Joseph Ricketts, från Barkebille boogie) – 2:45

Sida 6 (LP 3)
1. "Bleieskiftarbeider" (från I Husbukkens tegn) – 3:06
2. Modællfly og radiostyrt" (från Barkebille boogie) – 2:43
3. "Mesterkokken" (från I Husbukkens tegn) – 2:12
4. "Liten og grønn" (Steve Goodman, från Barkebille boogie) – 4:10
5. "Pendler'n" (från I Husbukkens tegn) – 3:44
6. "Humlens flukt" (Nikolaj Rimskij-Korsakov, från I Husbukkens tegn) – 2:07
7. "La meg hugge min ved i fred" (från Barkebille boogie) – 3:09

- Text: Øystein Sunde
- Melodi: Øystein Sunde, där inget annat anges